# دوايت لوميس
دوايت لوميس هو قاضي ومحامي وسياسي أمريكي، ولد في 27 يوليو 1821 في كولومبيا في الولايات المتحدة، وتوفي في 17 سبتمبر 1903 في واتربوري في الولايات المتحدة. نشط حزبياً في الحزب الجمهوري. وقد انتخب عضو مجلس ولاية كونيتيكت ‏ وانتخب عضو مجلس نواب كونيتيكت ‏ وانتخب عضو مجلس النواب الأمريكي.